# Кривуша (приток Белой)
Кривуша — река в России, протекает в Опаринском районе Кировской области. Устье реки находится в 18 км по правому берегу реки Белая. Длина реки составляет 11 км.
Исток реки в заболоченном лесу в 17 км к северо-западу от посёлка Верхняя Волманга около границы с Костромской областью. Река течёт на северо-восток по ненаселённому заболоченному лесу. Впадает в Белую в 9 км к северо-западу от посёлка Верхняя Волманга.

## Данные водного реестра
По данным государственного водного реестра России относится к Камскому бассейновому округу, водохозяйственный участок реки — Вятка от города Киров до города Котельнич, речной подбассейн реки — Вятка. Речной бассейн реки — Кама.
Код объекта в государственном водном реестре — 10010300312111100035201.